# David Wieczorek
David Wieczorek (* 3. Januar 1996 in Chicago, Illinois) ist ein US-amerikanischer Volleyballspieler.

## Karriere
Wexter begann seine Karriere an der Loyola Academy. Von 2015 bis 2019 studierte er an der Pepperdine University und spielte in der Universitätsmannschaft Waves. Mit der US-Nationalmannschaft nahm der Außenangreifer 2017 und 2018 am Pan American Cup teil. 2018 wurde er auch in den Kader für die Nations League berufen. 2019 spielte er erneut beim Pan American Cup. Nach dem Abschluss seines Studiums wechselte er im gleichen Jahr zum deutschen Bundesligisten Helios Grizzlys Giesen.